# Trimorus flavipes
Trimorus flavipes är en stekelart som först beskrevs av Walker 1836.  Trimorus flavipes ingår i släktet Trimorus, och familjen gallmyggesteklar. Arten är reproducerande i Sverige.